# Mirko Bašić
Mirko Bašić (Bjelovar, 14 de septiembre de 1960) fue un jugador de balonmano croata y es considerado uno de los mejores porteros de la historia de este deporte. Participó en los Juegos Olímpicos de Los Ángeles 1984 (donde se colgó el oro) y en los Seúl 1988, ganando el bronce.
En 1985 y 1986 ganó la Copa de Europa de clubs con la RK Metaloplastika, equipo donde además ganó seis ligas yugoslavas. También jugó en el Vénissieux francés, y también en el RK Partizan Bjelovar, RK Medveščak, RK Zagreb y el RK Krško esloveno.

## Palmarés
Como jugador
Partizan Bjelovar
- Liga yugoslava (2): 1976–77, 1978–79

Metaloplastika Šabac
- Liga yugoslava (7): 1981–82, 1982–83, 1983–84, 1984–85, 1985–86, 1986–87, 1987–88
- Copa yugoslava (3): 1983, 1984, 1986
- Copa de Europa (2): 1984–85, 1985–86, finalista (1): 1983–84

Medveščak Zagreb
- Copa yugoslava (1): 1990

Vénissieux
- Liga de Francia (2): 1990–91 y 1991–92
- Copa de Francia (1): 1991

Vitrolles
- Liga de Francia (2): 1991–92 and 1992–93
- Copa de Francia (1): 1993
- Recopa de Europa (1): 1993, finalista (1): 1994

Badel 1862 Zagreb
- Liga de Croacia (5): 1996–97, 1997–98, 1998–99, 1999–00, 2000–01
- Copa de Croacia (4): 1997, 1998, 1999, 2000
- Copa de Europa finalista (3): 1996–97, 1997–98, 1998–1999

Fotex Veszprém
- Liga húngara (1): 2002–03
- Magyar Kupa (1): 2003

Individual
- Mejor portero del mundo: 1982 y 1986